# باول ستيفنسون
باول ستيفنسون (بالإنجليزية: Paul Stephenson)‏ (2 يناير 1968 في المملكة المتحدة - ) هو مدرب كرة قدم ولاعب كرة قدم بريطاني في مركز الوسط. شارك مع منتخب إنجلترا تحت 18 سنة لكرة القدم. أما مع النوادي، فقد لعب مع نادي برينتفورد ونادي غيلينغهام ونادي ميلوول ونادي هارتلبول يونايتد ونادي يورك سيتي ونيوكاسل يونايتد.

## وصلات خارجية
- باول ستيفنسون على موقع قاعدة بيانات كرة القدم.إي يو (الإنجليزية)
- باول ستيفنسون على موقع Soccerbase.com (لاعب) (الإنجليزية)
- باول ستيفنسون على موقع Soccerbase.com (مدرب) (الإنجليزية)